# Чукарица (община)
Чукарица (серб. Чукарица) — община в Сербии, входит в округ Белград.
Население общины составляет 176 436 человек (2007 год), плотность населения составляет 1131 чел./км². Занимаемая площадь — 156 км², из них 47,5 % используется в промышленных целях.
Административный центр общины — город Чукарица. Община Чукарица состоит из 8 населённых пунктов, средняя площадь населённого пункта — 19,5 км².
С общиной Нови-Београд разделена рекой Савой, но в 2008—2011 годах был построен мост, связавший их.

## Статистика населения общины
| Год  | Население, чел. |
| ---- | --------------- |
| 1991 | 152 834         |
| 2001 | 166 412         |
| 2002 | 168 889         |
| 2003 | 170 408         |
| 2004 | 172 108         |
| 2005 | 173 748         |
| 2006 | 175 076         |
| 2007 | 176 436         |